# Калабухин, Анатолий Васильевич
Анато́лий Васи́льевич Калабу́хин (21 июня 1930, Луганск — 30 июня 2022, Харьков) — советский и украинский дирижёр, педагог. Народный артист УССР (1991), профессор кафедры оперной подготовки Харьковского государственного университета искусств имени И. П. Котляревского.

## Биография
В 1945—1948 гг. обучался в Луганском музыкальном училище по классу домры С. А. Васильева. Окончил в 1953 г. Харьковскую консерваторию как домрист по классу Н. Т. Лысенко, дирижированию обучался в классе К. Л. Дорошенко.
В 1952—2009 гг. (с перерывами) дирижировал в Харьковском театре оперы и балета им. Н. В. Лысенко (с 1952 — ассистент дирижёра, с 1954 — дирижёр, в 1973—1978 — главный дирижёр, в 1991—2009 — дирижёр).
С 1968 г. дирижировал в Харьковской филармонии (в 1968—1973 гг. её главный дирижёр и художественный руководитель).
С 1953 г. преподавал в Харьковской консерватории — Институте искусств (ныне Харьковский  государственный университет искусств имени И. П. Котляревского), с 1972 — доцент, с 1979 — профессор, в 1979—2019 гг. — заведующий кафедрой оперной подготовки.
В 1990—2009 гг. — председатель Харьковского областного отделения Национального всеукраинского музыкального союза.
Скончался 30 июня 2022 года на 93-м году жизни.

## Награды и звания
- 24 ноября 1960 — Медаль «За трудовую доблесть»
- 1976 — Заслуженный деятель искусств Украинской ССР
- 1991 — Народный артист Украинской ССР
- 2010 — Почётный гражданин Харькова

## Семья
- Супруга — Яценко, Ирина Дмитриевна (1945—2006), солистка ХАТОБа (меццо-сопрано), народная артистка Украины, профессор Харьковской консерватории.